# Louis Brien
Pour les articles homonymes, voir Brien.
Louis Brien, né en 1941 à Amos (Québec) et mort le 11 mars 2024 à Rouyn-Noranda (Québec), est un artiste-graveur québécois.

## Biographie
Louis Brien est né en 1941 à Amos en Abitibi-Témiscamingue (Québec), dernier d'une famille de neuf enfants,. De 1966 à 1970, il fait l'École des beaux-arts de Montréal et découvre la gravure. De 1970 à 1972, il complète un baccalauréat en enseignement des arts à l'Université du Québec à Montréal et enseigne à la Commission des écoles catholiques de Montréal en 1972, il s'installe à Rouyn-Noranda pour débuter à titre d'enseignant en art au Cégep de l'Abitibi-Témiscamingue. Il occupera cette fonction jusqu'à sa retraite en 1997.
Son père, France Brien, est agronome de profession. Il s'installe avec sa famille dans la région d'Amos en 1923, soit un peu plus de vingt ans après les premiers colons. La famille Brien était au centre du développement de la colonisation de l'Abitibi, de la tradition rurale, du rêve des nouveaux arrivants et de l'importance de la quotidienneté pour survivre. Louis Brien a d'ailleurs rendu hommage à son père dans un livre paru en 1990, intitulé Monsieur jardin. Toute son enfance a ainsi été baignée dans cette atmosphère du rêve en devenir des nouveaux abitibiens et de contacts chaleureux avec la communauté locale. Cette enfance lui servira plus tard pour le développement des thèmes dans sa production artistique. Comme en fait foi quelques titres de ses gravures ;Les premiers bleuets, En traîneau, Embarquement sur l'Harricana, On y goûte cette année, Ça mord-tu?, Le moulin des sœurs, Mon premier cheval, Au Nord du Nord, Rêve d'enfance, Ils sont montés vers les terres du Nord, Les placoteuses, En ski par un frette bleu.
Dans sa recherche artistique, il développe un goût pour la transparence dans les couleurs en donnant une douceur et une certaine légèreté dans les teintes en profitant au mieux de la texture du bois. La parution d'un catalogue des graveurs et des peintres québécois lui donne l'idée de contacter tous les artistes cités qui sont allés effectuer des stages en Europe. Une suggestion reçue lui parle d'un centre de gravure en Suisse. Ainsi, avec sa petite famille, Louise, sa femme, et son fils Mathieu, il part en 1974 pour un stage d'étude d'une durée d'un an au Centre de gravure contemporaine en lithographie à Genève. Cette opportunité marquera favorablement toute sa carrière artistique. Il renouvellera cette expérience de formation lors de l'été 1978.
Les débuts de sa carrière artistique furent difficiles. Dans les années 1970, on ne connaissait pas la gravure en Abitibi. Il vendait ses œuvres à des prix dérisoires. C'est avec les techniques de l'aquarelle, de la gravure sur bois, de la lithographie et finalement de la gravure sur carton qu'il s'est fait connaître au cours des années. Mais aussi grâce aux thèmes qu'il a développés dans ses œuvres en s'intéressant à la vie de son milieu. Dans cette période, les couleurs de ses œuvres sont spontanées et servent bien ses portraits pleins d'humour et de tendresse représentant de petites gens de son entourage.
Viendra ensuite une période plus engagée de l'artiste avec Série noire dans les années 1980. Période où il travaillera avec du bois clé, un bois cerné de noir qui épouse parfaitement les contours des éléments du tableau. On y découvre notamment les œuvres Sans travail et Femme dans la nuit. Toutefois, l’artiste conserve globalement sa signature humoristique dans son environnement.
Pour l'artiste, la gravure est un métier de tous les instants. Avec ses outils (brunissoir, grattoir, berceau, burin), il donne vie à ses récits en réalisant des gravures colorées sur bois ou sur carton. Il dépeint la vie un peu comme un roman. Un récit tantôt nostalgique, tantôt souriant qui se cache sous des scènes familières.
Sa formation d'enseignant reste bien ancrée dans ses gènes. Même après sa retraite, il poursuivra les ateliers de formation auprès de différents publics pendant de nombreuses années. Ainsi, avec Fernande Boulanger, Gisèle Cotnoir-Lussier, Arsène Paquette et Joanne Poitras, il fonde en 1982 l'Atelier Les Mille Feuilles, un centre d'art à Rouyn-Noranda qui se consacre aux arts imprimés en Abitibi-Témiscamingue. Au fil des ans, l’atelier a acquis des équipements et développé une expertise dans plusieurs domaines de l’estampe. Dans les années 2000, les artistes de l’atelier ont développé de nouveaux procédés comme la lithographie sur plaque de polyester, donnant ainsi accès à de nouvelles technologies de l’image.
Comme artiste graveur, tout au long de sa carrière, il a participé à plus de 50 expositions solos et à de nombreuses expositions collectives en Amérique, en Europe et en Nouvelle-Zélande. Il a aussi collaboré à une dizaine de livres d'artistes et il a aussi illustré les couvertures de diverses publications importantes un peu partout en Amérique.
Plusieurs collections publiques possèdent des œuvres de l’artiste, dont la Bibliothèque et Archives nationales du Québec, le Fonds municipal d’art contemporain (FMAC) de la Ville de Rouyn-Noranda,, le Cabinet des estampes de Genève, Hydro-Québec, Loto-Québec et le Mouvement Desjardins.
Il est membre du Conseil québécois de l'estampe, de Xylon-Québec, du Conseil des artistes en arts visuels de l'Abitibi-Témiscamingue et de l'Atelier Les Mille Feuilles à Rouyn-Noranda.
Louis Brien meurt le 11 mars 2024 à Rouyn-Noranda,.

## Expositions individuelles (sélection)
Depuis 1969, il a participé à une cinquantaine d'expositions en solo au Québec, en Ontario, au Nouveau-Brunswick et en Suisse.
- 1969 : L'Âtre, Montréal.
- 1970 et 1972 : Centre d'exposition d'Amos[19].
- 1973 : Théâtre du cuivre, Rouyn-Noranda.
- 1974 : Galerie Colline, Edmunston, Nouveau-Brunswick.
- 1974 : Centre d'exposition de Rouyn-Noranda.
- 1975 : Northern College, Kirkland Lake, Ontario.
- 1975 : Galerie Benedek-Grenier, Québec.
- 1976 : Galerie La Relève, Montréal[20].
- 1976 : Galerie de la Quinzaine, Musée de Québec[21].
- 1977 : Manoir de Tonnancour, Trois-Rivières.
- 1977 : Centres d'exposition d'Amos, Rouyn-Noranda et La Sarre[22].
- 1977 et 1978 : Maison Beaudoin, Place Royale, Québec.
- 1977 et 1978 : Galerie Signal, Montréal.
- 1977, 1978 et 1980 : Galerie Les Deux B, Saint-Antoine-sur -Richelieu.
- 1978 : Galerie Moraj, Montréal.
- 1978 : Maison de la culture, Annemasse, France.
- 1981 : Musée régional des mines de Malartic, Malartic.
- 1981 : Centre culturel, Mont-Laurier.
- 1984, Série noire, Salle d'exposition de Rouyn-Noranda[23].
- 1984 : Lithographies et bois gravés, Public Library, North Bay en Ontario et Cégep de l'Abitibi-Témiscamingue à Rouyn-Noranda.
- 1985 : Salle Augustin-Chénier, Ville-Marie.
- 1983 et 1992 : La Galeruche, Timmins, Ontario.
- 1995-1997 : Au fil de la vie, Centres d'exposition de Rouyn-Noranda, Val-d'Or, Amos.
- 1999 : Louis Brien: Contes gravés, rétrospective, Centre des expositions de Rouyn-Noranda[4],[7].
- 2002 : Regards, Fontaine des arts, Rouyn-Noranda
- 2013 : Œuvres récentes de Louis Brien, Atelier Les Mille Feuilles, Rouyn-Noranda[24].

## Expositions collectives (sélection)
Louis Brien a exposé dans plusieurs provinces du Canada ainsi qu'à l'international, notamment, à Genève, Lugano, Milan, New York, Boston, Londres, Édimbourg, La Spezia, Évry et Quimper en France.
- 1969 : Centre d'exposition d'Amos, Amos.
- 1969 : Galerie de l'Étable, Musée des Beaux-Arts, Montréal.
- 1970 : Pavillon du Québec, Terre des Hommes, Montréal.
- 1971 : Centre national des arts, Ottawa.
- 1974 : Centre culturel d'Amos[25].
- 1976 : Amos Eno Gallery, New-York[26].
- 1976 : Place Bonaventure, Jeux Olympiques, Montréal.
- 1976 : Centre de la culture, Sion, Suisse.
- 1976 : West Broadway Gallery, New-York.
- 1977 : 39 Prints, Londres et Édimbourg.
- 1975 et 1977 : Centre de gravure contemporaine, Genève, Suisse.
- 1978 : Musée du Québec, Québec.
- 1978 : Lugano, Suisse.
- 1978 : Galerie de l'Université de Boston.
- 1980 : Consulat canadien à New-York.
- 1985 : Je suis de ce pays, centres d'exposition d'Amos, La Sarre et Rouyn-Noranda, Centre Castillo, New-York, Galerie de l'Épée, Quimper, Bretagne.
- 1985 : Maison du Québec, Milan.
- 1986 : Maison de la culture, Côte-des-Neiges, Montréal.
- 1986 : Maison de la culture, Évry, France.
- 1986 : Centre de la culture, Milan, Italie.
- 1987 : Biblioteca Benedello Croce Pollone, Italie.
- 1987 : Galerie Michel Broutta, Paris.
- 1988 : 4e Biennale du dessin et de l'estampe, Rouyn-Noranda.
- 1988 : Galerie l'Écurie, Genève, Suisse.
- 1988 : Grand Palais, Paris, France.
- 1988 et 1994 : Del Bello Gallery, Toronto.
- 1989 : Galerie L'Imagier, Aylmer.
- 1990 : Public Library, Brampton, Ontario.
- 1990 : Laurentien University, Sudbury, Ontario.
- 1990 : Exposition itinérante de bois de bout, The White Line dans cinq provinces canadiennes[27].
- 1991 : Edmonton Art Gallery, Alberta.
- 1993 : Maison des arts de Laval, Laval.
- 1994 : Galerie Montcalm, Hull.
- 1995 : Maison de la culture Marie-Uguay, Montréal.
- 1996 : Galerie de Matane.
- 1996 : Biennale internationale d'art miniature, Ville-Marie.
- 1997 : Galerie d'art Mele, Milan, Italie.
- 1999 : Galerie d'art Jean-Claude Bergeron, Ottawa.
- 1999 : Centre d'art Orford, Pavillon de la Rotonde, Orford.
- 2005 : Xylon-Québec 1985-2005 : 20 ans, Val David, Fondation Derouin.
- 2011 : Grandeur nature : Louis Brien, Marcel Caron, Sylvie Crépeault, Martine Savard, L'Écart, lieu d'art actuel, Rouyn-Noranda[28].
- 2011 : Xylon-Québec, En piste, 26 graveurs sur bois, Maison de la culture Rosemont-La Petite-Patrie[29].
- 2014 : Coucher sur papier, Auberge de Jeunesse Maéva-Témis, Ville-Marie[30].
- 2018 : Don et abandon : Le sexe comme parcelle d’éternité, Centre d’art Rotary de La Sarre[31].
- 2018 : 14e Biennale internationale d’art miniature, Ville-Marie[32].
- 2019 : Mille Constellations, avec neuf autres artistes, Centre d'exposition d'Amos.
- 2019 : Matrices… d’elles-mêmes, Centre d’exposition de Val-d’Or[33],[34].
- 2021 : Le noir d'encre, Ma, musée d'art, Rouyn-Noranda[35].

## Publications et illustrations (sélection)
- Magazine Forces, no 38, 1er trimestre, page couverture, Montréal, 1977.
- Montréal Scene, page couverture, Montreal Star,1978.
- Artisti dell' exlibris IV, Porto (Portugal), Éditions A.P.E.L., p. 190, 1978.
- Au cap Blomidon, Lionel Groulx, page couverture, Éditions Fides, Montréal, 1980,  (ISBN 2-76211-009-2).
- Possibles, page couverture et 8 illustrations, La visite de l'agronome, été 1981.
- Sélection Reader's Digest, page couverture, septembre 1982.
- 50 artistes de chez nous, Galerie Les Deux B, Saint-Antoine-sur-Richelieu, 1983.
- Je suis de ce pays, Daniel St-Germain, Rouyn-Noranda, Association des graveurs de l'Atelier Les Mille Feuilles, 1984.
- Bois pluriel, Évry (France), 1986.
- Cahiers no 29, Montréal, printemps 1986, p. 27.
- Les grands formats, Atelier Les Mille Feuilles, Rouyn-Noranda, 1987[36].
- Xylon Un, Martin Dufour, Xylon-Québec éditeur et Bibliothèque et Archives nationales du Québec, 1987[37].
- Xylon Un, Paris (France), 1987[38].
- Revue Ma caisse, vol. 24, no 4, juillet 1987, Mouvement Desjardins, p. 14.
- Agenda Témiscabitibien, Pierre Lapointe, Rouyn-Noranda, p. 100, 1988,  (ISSN 0835-5908)
- Monsieur jardin, auteur Louis Brien, Édition d'ici et d'ailleurs, Val-d'Or, 1990,  (ISBN 9-78298007-725-8).
- Louis Brien, Contes gravés, Centre d’exposition de Rouyn-Noranda, 1993,  (ISBN 2-9806496-0-0).
- Impressions a-géographiques, Christiane Baillargeon, Atelier Les Mille Feuilles, Rouyn-Noranda, pages 5 et 17, 1994[39].
- Endgrain, contemporary wood engraving in North America, Patricia Ainsli, Barbarian Press, 1994,  (ISBN 9-78092097-110-9).
- Histoire de l'Abitibi-Témiscamingue, sous la direction de Odette Vincent, Institut québécois de recherche sur la culture, 1995, pages 586 et 608,  (ISBN 2-89224-251-7).
- Xylon deux: Le bois : estampes originales et textes, Pierre Auger, Xylon-Québec éditeur et Bibliothèque et Archives nationales du Québec, 1997[38].
- Bon à tirer, page couverture, volume 10, no 8, 1997.
- Première édition, catalogue de la Biennale internationale d'estampe contemporaine de Trois-Rivières, 1999, p. 121.
- Il produira en 2002, l'illustration de l'affiche de la 21e édition du Festival du cinéma international en Abitibi-Témiscamingue[40].
- Miniare : Catalogue Biennale internationale d'estampes miniatures de Montréal, 2002[41].
- Xylon-Québec 1985-2005 : 20 ans, Normand Biron, catalogue d'exposition, Fondation Derouin, 2005[42].
- Grandeur nature : Louis Brien, Marcel Caron, Sylvie Crépeault, Martine Savard, Marie-Ève Pettigrew, catalogue d'exposition, L'Écart, lieu d'art actuel, Rouyn-Noranda, 2011[28].
- Mille Constellations, Michel Gosselin Éditeur, Rouyn-Noranda, 2022,  (ISBN 978-2-9819233-4-9)[43].

## Prix et mentions
- Le guide des artisans créateurs du Québec, J.P. Payette, Éditions La Presse, p. 269, 1974.
- Catalogue de la Société des artistes professionnels du Québec, S.A.P.Q., 1976.
- Prix littéraire ex-poésie, 1979.
- Prix littéraire de l'Abitibi-Témiscamingue, 1979 pour son œuvre Poèmes d'amour et d'amitié
- L'estampe, Nicole Malenfant, Éditeur officiel du Québec, p. 115, 1979.
- Sélection de l’œuvre Paysages du Nord-Ouest par un jury régional pour une reproduction commerciale en affiche par le Conseil de la culture de l'Abitibi-Témiscamingue, 1981[44],[45].
- Xylon - Quebec : Obras Recientes : 24 Artistas Grabadores del Canada, Ana Maria Pavela, Stella Sasseville et Maria Luisa Segnoret, Xylon Québec Canada, Montréal, 1989[46].
- Finaliste prix du public, Galerie l'Imagier, Aylmer, 1989.
- Membre à vie du Conseil de la Culture de l'Abitibi-Témiscamingue en 1989.
- The Whiteline: Wood engraving in Canada since 1945, G. Brender à Brendis et Danuta Kamocki, Toronto, 1990[27].
- Abitibi-Témiscamingue en peinture, François Ruph, Rousson Éditeur, Pointe-Claire, 1990, pages 40-41,  (ISBN 2-89224-251-7).
- L'estampe originale au Québec (1980-1990), Conseil québécois de l'estampe et Bibliothèque Nationale du Québec, page 234, 1991[47],[48].
- Répertoire des livres d'artistes au Québec, 1981-1990, Claudette Hould, Sylvie Alix, Peggy Davis, Anne-Marie Perreault-Ninacs, Bibliothèque nationale du Québec, 1993  (ISBN 2-89224-251-7).
- Répertoire des graveurs contemporains du Québec 1994-1995, Jean Chaumely, Roussan Éditeur, Pointe-Claire,1994  (ISBN 2-89224-251-7).
- Louis Brien : Contes gravés, Rétrospective 1968 à 1999, Centre d'exposition de Rouyn-Noranda, 1999[49].